# 酒井善則
酒井 善則（さかい よしのり、1946年 - ）は、日本の情報工学者。東京工業大学名誉教授。日本データ通信協会理事長。元電子情報通信学会会長。

## 人物・経歴
東京生まれ。1969年東京大学工学部電気工学科卒業。1974年東京大学大学院博士課程修了、工学博士、日本電信電話公社入社、電気通信研究所。1987年東京工業大学工学部助教授。1990年東京工業大学工学部教授。1994年学術情報センター客員教授。2000年東京工業大学大学院理工学研究科教授。2003年東京工業大学学術国際情報センターセンター長、電子情報通信学会通信ソサイエティ会長。2008年電子情報通信学会編集長。2009年東京工業大学保健管理センター所長。2011年東京工業大学附属図書館長。2012年放送大学特任教授、放送大学東京渋谷学習センター所長。2014年電子情報通信学会会長。
津田塾大学総合政策学部総合政策研究所客員教授、日本データ通信協会理事長、自治体衛星通信機構評議員、電子情報通信学会フェロー、映像情報メディア学会フェロー、総務省情報通信行政・郵政行政審議会委員、総務省情報通信審議会専門委員、総務省独立行政法人評価委員会委員長、総務省戦略的情報通信研究開発推進制度プログラムディレクター、大学評価・学位授与機構学位審査会委員長、電気通信端末審査協会理事、日本国際賞審査委員、京都賞先端技術部門審査委員会委員なども歴任。情報促進月間郵政大臣表彰、テレビジョン学会丹羽・高柳賞著述賞、画像電子学会論文賞、電子情報通信学会業績賞、DEWS 優秀論文賞、総務大臣表彰、経済産業大臣表彰賞等受賞。